# Преминаване на Предния отряд през Хаинбоазкия проход
Преминаването на Предния отряд през Хаинбоазкия проход е част от настъплението на Предния руски отряд в Южна България. Провежда се по време на Руско-турската война (1877 – 1878).

## Оперативна обстановка
След овладяването на Търново руското командване предвижда Предния отряд да овладее Хаинбоазкия проход и да премине в Южна България. Разузнаването на прохода е възложено на малка разузнавателна група с командир княз Алексей Церетели. Водени от местни българи, установяват, че проходът не се охранява, но следва да се пригоди за преминаването на артилерията. За целта конно-сапьорска група се насочва към прохода още на 10 юли. Главните сили се съсредоточават при село Присово.

## Бойни действия
Осигурен с боеприпаси и храна за пет дни, Предният отряд започва движението към прохода на 12 юли. Съпровожда се от военните кореспонденти Джанюариъс Макгахан, Хосе Пелисер, Дик де Лонли, Всеволод Крестовски и Александър Иванов.
С участието на местните българи, пътечката на прохода е преодоляна от пехотата и кавалерията. В помощ на артилерията е четата на Панайот Хитов. Деветфунтовите оръдия и боеприпасите са теглени от биволи и групи от по 30 българи, а по-леките са носени на ръце. До края на деня авангардът достига до превала на прохода. Тук сапьорите поставят паметен знак.
Казанлъшкият османски гарнизон закъснява с противодействието. Изпратеният към прохода авангард от три табора е отхвърлен от 4-та стрелкова бригада и 2-ра планинска батарея.
На 15 юли частите на генерал-лейтенант Йосиф Гурко навлизат в Твърдишкото поле. При село Оризаре отхвърлят три табора на Новозагорския османски гарнизон и се насочват на запад.
На 16 юли кавалерийска част, 10-а донска батарея, 4-та стрелкова бригада, 5-а и 6-а опълченска дружина разбиват три табора, окопали се при село Уфлани.
Успешното преминаване на Хаинбоазкия проход създава условия за овладяване на Шипченския проход и развитие на настъпление в Южна България.